# Пущин, Панкратий Константинович
Панкратий Константинович Пущин (? — 1677) — воевода и дворянин московский.

## Биография
Представитель незнатного дворянского рода Пущиных. Младший (третий) сын воеводы тульского и дворянина Константина Михайловича Пущина. Старшие братья — дворяне Матвей и Андрей Пущины.
В 1622 году — дворянин тульской десятни. В 1637 году П. К. Пущин был письменным головой при постройке города на Изюмской сакме у Яблонного леса. В том же 1637 году — второй воевода в Пронске.
В 1641 году Панкратий Пущин — полковой воевода у Ореховского пролома в Кашире.
В 1648—1649 годах — воевода в Верхососенске, а в 1650—1652 годах — в Хотмыжске. В 1650 году по царскому указу хотмыжский воевода П. К. Пущин должен был соединиться в Белгороде с боярином князем Борисом Александровичем Репниным, а в 1652 году в Яблонове с князем Григорием Семёновичем Куракиным.
В 1654—1658 годах — второй воевода в Дорогобуже, откуда в 1655 года его выслали головой у татар вместе на р. Березину, под город Борисов, для захвата «языков» вместе со стольником, князем Юрием Никитичем Барятинским.
В 1658—1677 годах — дворянин московский.

## Семья и дети
Был женат на княжне Анне Михайловне Козловской, дочери князя Михаила Григорьевича Козловского (ум. 1641), от брака с которой имел шесть сыновей:
- Лука Панкратьевич Пущин, стряпчий (1668—1676) и стольник (1690—1692)
- Василий Панкратьевич Пущин, стряпчий (1671—1676), стольник (1678)
- Семён Панкратьевич Пущин, дворянин московский (1681), стряпчий (1682), стольник (1689—1692)
- Кирилл Панкратьевич Пущин, стряпчий, стольник (1678) и воевода
- Андрей Панкратьевич Пущин
- Иван Панкратьевич Пущин, стольник (1692)